# Festuca clementei
Festuca clementei är en gräsart som beskrevs av Pierre Edmond Boissier. Festuca clementei ingår i släktet svinglar, och familjen gräs. Inga underarter finns listade i Catalogue of Life.